# Phyllanthus petelotii
Phyllanthus petelotii är en emblikaväxtart som beskrevs av Léon Camille Marius Croizat. Phyllanthus petelotii ingår i släktet Phyllanthus och familjen emblikaväxter.
Artens utbredningsområde är Vietnam. Inga underarter finns listade i Catalogue of Life.